# Майкл Мак-Елхеттон
Майкл Мак-Елгеттон (англ. Michael McElhatton, *1963, Тереньюр, Дублін, Ірландія) — ірландський актор і сценарист. Відомий роллю Русе Болтона у телесеріалі «Гра престолів».

## Фільмографія

### Кінофільми
| Рік  |    | Українська назва           | Оригінальна назва                | Роль               |
| ---- | -- | -------------------------- | -------------------------------- | ------------------ |
| 2001 | ф  | Blow Dry                   | Blow Dry                         | Роберт             |
| 2003 | ф  | The Actors                 | The Actors                       | Джок               |
| 2004 | ф  | Spin the Bottle            | Spin the Bottle                  | Пацюк              |
| 2006 | ф  | The Tiger's Tail           | The Tiger's Tail                 | доктор Алекс Лоден |
| 2008 | ф  | Fifty Dead Men Walking     | Fifty Dead Men Walking           | Роббі              |
| 2011 | ф  | Смерть супергероя          | Death of a Superhero             | Джеймс             |
| 2011 | ф  | Albert Nobbs               | Albert Nobbs                     | Містер Мур         |
| 2012 | ф  | Shadow Dancer              | Shadow Dancer                    | Ліам Х'юз          |
| 2015 | ф  | The Hallow                 | The Hallow                       | Колм Доннеллі      |
| 2016 | мф | Норм та Незламні           | Norm of the North                | Лоуренс, голос     |
| 2016 | ф  | Ссавець                    | Mammal                           | Мет                |
| 2016 | ф  | Облога Джадотвілля         | The Siege of Jadotville          | генерал Макенті    |
| 2017 | ф  | Дружина доглядача зоопарку | The Zookeeper's Wife             | Ежі                |
| 2017 | ф  | Король Артур: Легенда меча | King Arthur: Legend of the Sword | Око Джека          |
| 2017 | ф  | Іноземець                  | The Foreigner                    | Джим Каванаг       |
| 2017 | ф  | Ліга Справедливості        | Justice League                   | лідер терористів   |
| 2019 | ф  |                            | Arracht                          | лейтенант          |
| 2019 | ф  | Тоґо                       | Togo                             | Джафет Ліндеберг   |
| 2021 | ф  | Остання дуель              | The Last Duel                    | Бернард Латур      |

### Телебачення
| Рік       |    | Українська назва             | Оригінальна назва              | Роль                                       |
| --------- | -- | ---------------------------- | ------------------------------ | ------------------------------------------ |
| 2012      | с  | Титанік: Кров і сталь        | Titanic: Blood and Steel       | Альберт Хаттон; 7 епізодів                 |
| 2012—2016 | с  | Гра престолів                | Game of Thrones                | Русе Болтон; 19 епізодів                   |
| 2013      | с  | Занепад                      | The Fall                       | Роб Брідлав; 4 епізоди                     |
| 2017—2018 | с  | Геній                        | Genius                         | Філіпп Ленард / Джонас Солк; 4 епізоди     |
| 2018      | тф | Агата та правда про вбивство | Agatha and the Truth of Murder | Артур Конан Дойл                           |
| 2019      | с  |                              | The Rook                       | Лорік; 4 епізоди                           |
| 2019      | с  | Чорнобиль                    | Chernobyl                      | Андрій Степашин; Епізод: "Vichnaya Pamyat" |
| 2020      | с  | Підводний човен              | Das Boot                       | Томас О'Лірі; 4 епізоди                    |
| 2020      | с  | Алієніст                     | The Alienist                   | доктор Маркоє; 6 епізодів                  |
| 2021      | с  | Колесо часу                  | The Wheel of Time              | Тамал'Тор; 3 епізоди                       |
| 2023      | с  | Джек Раян                    | Jack Ryan                      | Білл Таттл; 6 епізодів                     |

### Відеоігри
| Рік  | Назва                             | Роль         | Примітки  |
| ---- | --------------------------------- | ------------ | --------- |
| 2013 | Assassin's Creed IV: Black Flag   | Венс Треверс | озвучення |
| 2019 | Final Fantasy XIV: Stormblood     | Гай Баельсар | озвучення |
| 2019 | Final Fantasy XIV: Shadowbringers | Гай Баельсар | озвучення |